# George Stanley
George Francis Gillman Stanley (født 6. juli 1907, død 13. september 2002) var en canadisk historiker, forfatter, soldat, lærer og designer af det nuværende Canadiske flag.

## Ekstern henvisning
- Birth of the Canadian flag Arkiveret 4. oktober 2006 hos  Wayback Machine

1. ↑  Navnet er anført på engelsk og stammer fra Wikidata hvor navnet endnu ikke findes på dansk.